# Örökre eltiltva (kisjátékfilm)
Az Örökre eltiltva 1963-ban készült didaktikus fekete-fehér magyar filmdráma Molnár Tibor főszereplésével. Egy szorgalmas és tisztességes, de túlzott önbizalma miatt felelőtlenül kockázatvállaló mozdonyvezető története.

## Cselekmény
Bodor Ferenc mozdonyvezető egy 424-es gőzmozdonyon szolgál. Számára a mozdonyvezetés nem csak munka, hanem hivatás, amit szívvel-lélekkel végez. Mások hibáit azonnal észreveszi, azonban túlzottan is bízik saját hozzáértésében és gyakorlatában, az eredmény érdekében gyakran vállal felesleges kockázatot. Mikor látván, hogy egy másik mozdonyon a mozdonyvezető felelőtlensége és a szénlapátoló tapasztalatlansága miatt utóbbit a felsővezeték által halálos áramütés éri, fel van háborodva, de a felsővezetékre utaló figyelmeztető jelet ő is csak ekkor teszi ki a mozdonyára.
Mikor elérik a százezredik balesetmentes kilométerüket egy kis ünnepséget tartanak, majd irány a második százezrer  balesetmentes kilométer, azonban az események rossz irányba fordulnak. 
Egy nap úton vannak, mikor fűtöje közli, aznap lesz a leánykérése. Menet közben a mozdony elején egy szelep elakad. Két lehetőség van, elmenni a legközelebbi állomásig, vagy kimászni a robogó mozdonyon és a szelepet helyreütögetni. A fűtő inkább az előbbit pártolná, de mikor Bodor közli, ha nem mer kimenni mert szédülős (és kvázi gyáva), akkor majd ő kimegy helyette, akkor mégis vállalja. A mozdony oldalán kikúszik, a hibát helyrehozza, ám visszafelé megcsúszik és leesik. A leánykérés baleset miatt elmaradt.
Bodort a baleset miatt fél évre letiltják a mozdonyról és a javítóműhelybe vezénylik, ahol azonban türelmetlen és kötekedő. A fél év elteltével visszakerül a mozdonyra. Egyik első meneténél egy másik mozdonyvezető hibájából nekimegy egy rosszul rögzített vízdarunak. Meg kell állniuk, ezzel negyed óra késésbe kerülnek. Hogy behozzák, magasabb sebességgel hajtanak a megengedettnél.
Menet közben furcsa hangokat hallanak, Bodor most inkább maga megy ki megnézni. A hiba nem vészes, el lehet vele menni a következő állomásig, ám amikor a lépcsőről vissza akar kapaszkodni a mozdonyra, egy pálya menti oszlop lesodorja. Homloktáji sérülést szenved, kórházba kerül, megműtik, de a sebészorvos nem túl optimista. 
Felgyógyulása után lelkesen készül vissza a mozdonyra, de előtte még egy utolsó kontroll van hátra, ahol közlik vele, a látóideg nem működik megfelelően, a látása már sosem lesz teljes értékű, ezért mozdonyvezetőnek véglegesen alkalmatlan.
Bodor felelőtlensége miatt majdnem meghalt a fűtője, neki meg búcsút kell vennie szeretett szakmájától.

## Szereplők
- Molnár Tibor: Bodor Ferenc, mozdonyvezető
- Deák B. Ferenc: János, a fűtője
- Szemes Mari: a felesége
- Surányi Imre: Pista, a második fűtője
- Basilides Zoltán: Cseke, mozdonyvezető
- Győrffy György: mozdonyjavító
- Mádi Szabó Gábor: MÁV tiszt
- Velenczey István: ferencvárosi forgalmista
- Deák Sándor: főorvos
- Sütő Irén: orvosi asszisztens
- Balázs János: Bodor barátja
- Turgonyi Pál: forgalmista
- Horváth Jenő
- Márky Géza